# Terezinha Ramos

Terezinha Severino Ramos

Terezina Severino Ramos foi prefeita de Mariana, entre setembro de 2011 e fevereiro de 2012. Foi a primeira mulher a chegar ao executivo marianense.

## Política
Terezinha Ramos (PTB), utilizando-se da memória do falecido marido, candidatou-se ao pleito de 2008, para prefeita de Mariana, conjuntamente a Roberto Rodrigues (PTB). Seu marido, João Ramos Filho, que tinha sido prefeito da cidade, era pré-candidato para aquele pleito, mas acabou sendo assassinado por inimigos políticos.
Sua chapa acabou ficando em segundo lugar, tendo a chapa vencedora, formada por Roque Camêllo (PSDB) e José Antunes Vieira (PL), assumido em 1 de janeiro de 2009. Todavia, os dois políticos haviam sofrido um processo eleitoral, e foram cassados, sob a suspeita de compra de votos. Nesse contexto, a justiça eleitoral decidiu que o Presidente da Câmara assumiria o poder executivo marianense até a diplomação da chapa que ficou em segundo lugar, ou seja, de Terezinha Ramos.
Em abril, foi enviado pelo Juiz Eleitoral de Mariana um agravo determinando o afastamento de Terezinha Ramos do cargo de prefeita, por conta de irregularidades nas contas da campanha. Em março, o pedido foi acolhido. Em maio, a prefeita foi cassada. Assumindo os presidentes da Câmara Raimundo Horta (PMDB, de maio a dezembro de 2010) e Geraldo Sales (PDT, de janeiro a setembro de 2011). A chapa de Terezinha Ramos apresentou um recurso. A juíza do TRE reconduziu Terezinha ao cargo, dizendo que a decisão de seu afastamento tinha sido precipitada. 
Quando foi reconduzida ao cargo, sofreu grandes ameaças, tendo que mobilizar 120 guardas municipais para a sua escolta, durante a posse. Acabou perdendo cada vez mais, seu apoio político, tendo, inclusive, ocorrido um racha com seu vice-prefeito. Na Câmara já possuia forte oposição, com 8 dos 10 vereadores contrários a sua pessoa. Acabou sofrendo um processo de impeachment em fevereiro de 2012, sob a justificativa de usar recursos públicos para fins privados. Com seu afastamento, assumiu seu vice, Roberto Rodrigues, ficando no cargo até dezembro de 2012.

### Processo judiciário
Em 2019 foi condenada pelo TCE, por superfaturamente de contratos. Ela foi obrigada a devolver aos cofres municipais R$ 76.293,70, pelo superfaturamente no contrato nº 350/11, firmado, via dispensa licitatória, com a Construtora Terrayama Ltda, para a operação e manutenção do aterro sanitário da cidade.